# Samoanische Rugby-League-Nationalmannschaft
Die samoanische Rugby-League-Nationalmannschaft (samoanisch Samoa national lakapi liki au), auch bekannt unter ihrem Spitznamen Toa Samoa, vertritt Samoa auf internationaler Ebene in der Sportart Rugby League. Sie zählt zu den stärksten Nationalmannschaften der Welt, nimmt regelmäßig an der Rugby-League-Weltmeisterschaft teil und belegt einen vorderen Rang in den RLIF World Rankings.

## Geschichte
1986 absolvierte die damals noch als "West-Samoa" antretende Mannschaft ihr erstes Spiel und besiegte dabei Tokelau mit 34:12. 1990 und 1992 gewann Samoa den Pacific Cup und damit seine bis heute einzigen Titel bei internationalen Turnieren. Bei seiner WM-Premiere 1995 scheiterte das Team in der Vorrunde nach einem triumphalen 56:10 gegen Frankreich an Wales. 2000 überstand Samoa die Gruppenspiele, war jedoch im Viertelfinale gegen Australien chancenlos. Nach einem weiteren Vorrundenaus 2008 scheiterte Samoa 2013 im Viertelfinale am pazifischen Rivalen Fidschi. 2014 nahm das Team erstmals am prestigeträchtigen Turnier Four Nations teil. Bei der WM 2017 enttäuschte Samoa, während die pazifischen Rivalen Tonga und Fidschi für Furore sorgten, und schied sieglos aus.
Bei der WM 2021, die aufgrund der Corona-Pandemie ins Jahr 2022 verlegt wurde, gelang Toa Samoa jedoch völlig überraschend der Einzug ins Endspiel. Im Halbfinale besiegte man Gastgeber England mit 27:26, nachdem man im Eröffnungsspiel noch mit 6:60 gegen ihn untergegangen war. Im Finale unterlag Samoa dann dem Rekordweltmeister Australien mit 10:30, konnte jedoch die beste Platzierung seiner WM-Geschichte feiern.